# هاشم السلامي
هاشم السلامي (في 16 جوان 2000) هو لاعب جودو تونسي مخص في وزن أكثر من 81كغ. بطل إفريقيا الحالي وللمرة الثانية على التوالي، كما أنه صعد على منصة التتويج في بطولة العالم للجودو 2013 في ريو دي جانيرو بعد فوزه بالميدالية البرونزية.

## وصلات خارجية
- هاشم السلامي على موقع JudoInside.com (الإنجليزية)
- هاشم السلامي في JudoInside